# John Smith (Abenteurer)

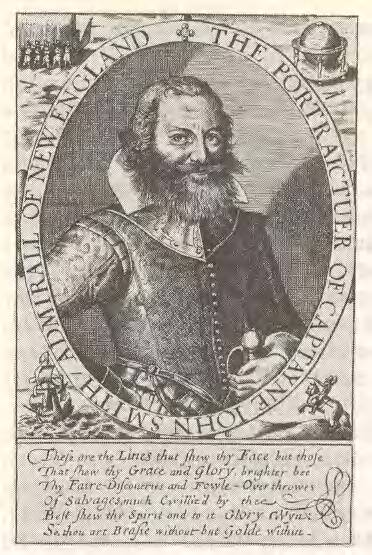
John Smith

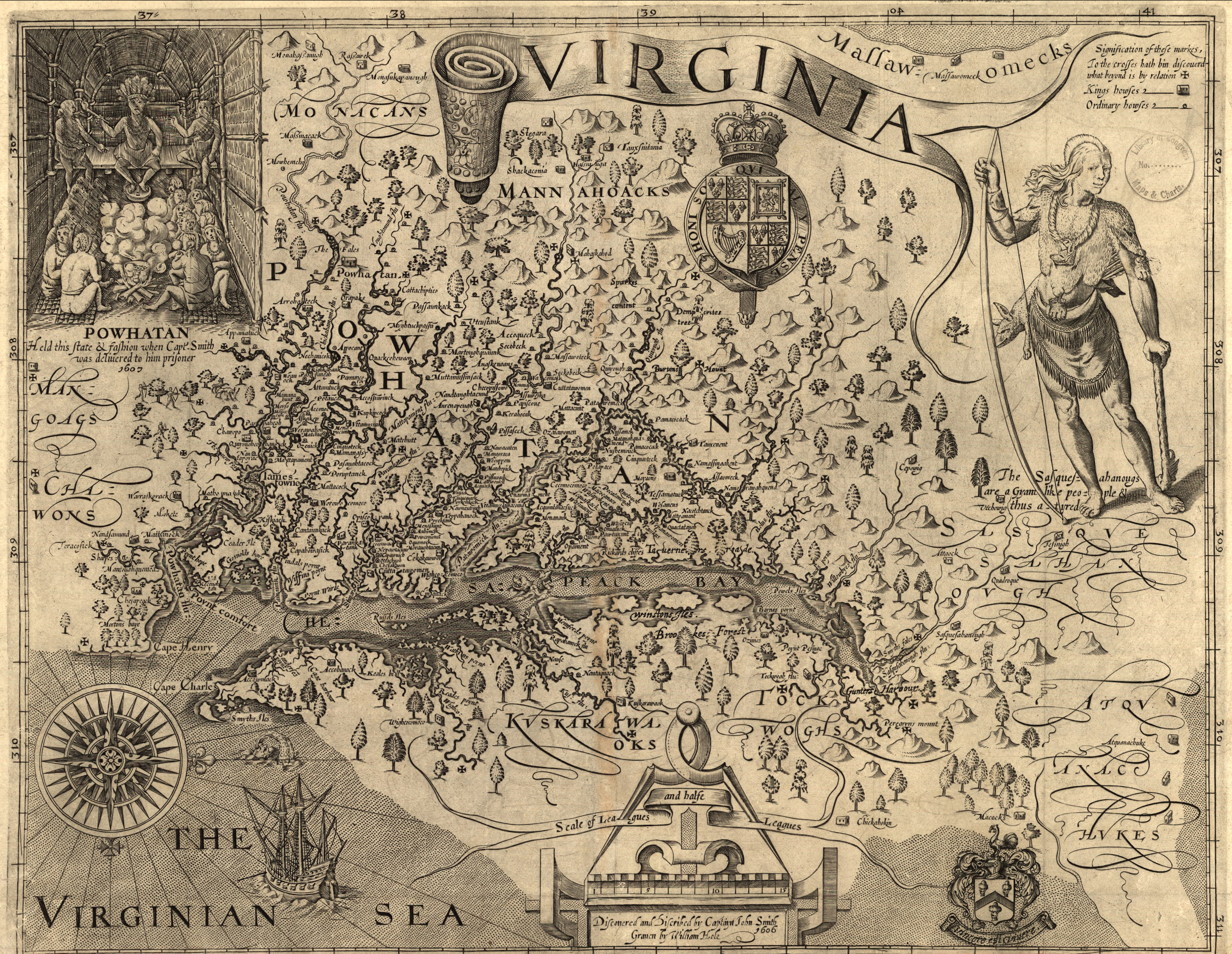
Karte von Virginia, erstellt von John Smith

John Smith (* 1580 in Alford (Lincolnshire); † 21. Juni 1631 in London) war ein englischer Söldner und Abenteurer. Smith ist als einer der Gründer von Jamestown, der ersten dauerhaften englischen Siedlung in Nordamerika, in die Geschichte eingegangen. Historikern fällt es bis heute schwer, den Wahrheitsgehalt von Smiths Lebensberichten zu ermitteln, da er zu Selbstbespiegelung und zu starken Übertreibungen neigte. In der amerikanischen Folklore wurde er durch seine angebliche Liaison mit der Häuptlingstochter Pocahontas zu einem romantischen Helden verklärt.

## Leben
Smith lief, nachdem sein Vater gestorben war, mit 16 Jahren von zuhause weg und heuerte als Matrose an. In Diensten Heinrichs IV. von Frankreich kämpfte er als Söldner gegen Spanien, 1600/01 auf habsburgischer Seite unter der Führung Mihai Viteazuls gegen die Osmanen. Nach Viteazuls Tod kämpfte er in der Walachei auf Seiten Radu Şerbans. Nach dem erfolgreichen Duell mit einem türkischen Anführer, bei dem er diesem den Kopf abschlug, musste er dies bei zwei weiteren Türken wiederholen, die ihren Befehlshaber rächen wollten. Hierfür wurde er durch Sigismund Báthory mit einem Wappen ausgezeichnet, das drei abgeschlagene Türkenköpfe darstellt.
1602 wurde er bei einem Kampf bei Rotenthurn verwundet und durch die Türken gefangen genommen. Als Sklave an eine türkische Edelfrau verkauft, konnte er nach seiner Flucht über die Krim 1604 nach England heimkehren.
Dort heuerte er bei der Virginia Company an, die ein königliches Handels- und Siedlungspatent für Nordamerika erhalten hatte. 1607 segelte er mit einer kleinen Gruppe über den Atlantik, die am 13. Mai 1607 an der wenig wirtlichen Chesapeake Bay landete und die Siedlung Jamestown gründete.
Indianerangriffe und fehlende Vorräte ließen das Projekt fast aussichtslos erscheinen. Im Dezember 1607 wurde Smith von den Virginia-Algonkin gefangen genommen. Seinem vermutlich nicht allzu wahrheitsgetreuen Bericht zufolge wurde er vor der Hinrichtung bewahrt, weil die Häuptlingstochter Pocahontas sich in ihn verliebte und sich vor ihn warf, als er am Marterpfahl stand. Nach seiner Freilassung wurde er 1608 zum Führer der Siedlergemeinde gewählt. Nach einer schweren Verletzung, die er sich bei der Explosion von Schwarzpulver zuzog, fuhr er 1609 nach England zurück. 1614 ging er noch einmal nach Amerika, um die zwei Buchten von Maine und Massachusetts zu erkunden, denen er den Namen Neuengland gab. Ende August 1619 wurden ihm gemäß seiner Behauptung in dem Bericht
„Generall Historie of Virginia“ von einem holländischen Schiff die ersten 20 schwarzen Sklaven verkauft.

## Film
- Pocahontas – Zeichentrickfilm von Disney aus dem Jahr 1995. Kindlich erzählte Geschichte der Liebe zwischen John Smith und Pocahontas
- The New World – Spielfilm des Regisseurs Terrence Malick aus dem Jahr 2005 über die Geschehnisse in der Kolonie Jamestown kurz nach ihrer Gründung

## Veröffentlichungen (Auswahl)
- A True Relation of Such Occurrences and Accidents of Note as Happened in Virginia (1608)
- A Description of New England (1616)
- The Generall Historie of Virginia, New-England, and the Summer Isles (1624)
- Anonym, aber höchstwahrscheinlich von John Smith: The Historye of the Bermudaes or Summer Islands. Cambridge University Press, 2010. ISBN 978-1108011570